# Портрет Николая Алексеевича Тучкова
«Портрет Николая Алексеевича Тучкова» — картина Джорджа Доу и его мастерской из Военной галереи Зимнего дворца.
Картина представляет собой погрудный портрет генерал-лейтенанта Николая Алексеевича Тучкова из состава Военной галереи Зимнего дворца.
К началу Отечественной войны 1812 года генерал-лейтенант Тучков был шефом Севского пехотного полка и командовал 3-м пехотным корпусом, был в сражениях под Островно, Смоленском и Валутиной горой. Во время Бородинского сражения возглавил контратаку Павловского гренадерского полка возле деревни Утицы, был тяжело ранен и через несколько дней скончался.
Изображён в генеральском мундире, введённом для пехотных генералов 7 мая 1817 года (умерший от ран в 1812 году Тучков такой мундир носить не мог и должен быть изображён в общегенеральском мундире образца 1808 года с двумя рядами пуговиц). На шее крест ордена Св. Георгия 3-го класса; по борту мундира кресты орденов Св. Владимира 2-й степени и Св. Анны 1-й степени; справа на груди серебряная медаль «В память Отечественной войны 1812 года» на Андреевской ленте (эту медаль Тучков из-за смерти в 1812 году получить не успел), звёзды орденов Св. Александра Невского и Св. Владимира 2-й степени. Справа на фоне чуть ниже эполета трудноразличимая подпись художника: Painted by Geo Dawe RA. Подпись на раме: Н. А. Тучковъ 1й, Генералъ Лейтенантъ.
7 августа 1820 года Комитетом Главного штаба по аттестации Тучков был включён в список «генералов, заслуживающих быть написанными в галерею» и 3 июля 1821 года император Александр I приказал написать его портрет. Поскольку Тучков умер от ран в 1812 году, то были предприняты меры по розыску портрета-прототипа для снятия копии, каковой и был найден у родственников Тучкова. Гонорар Доу был выплачен 25 апреля и 31 июля 1823 года. Готовый портрет поступил в Эрмитаж 7 сентября 1825 года. Портрет-прототип современным исследователям неизвестен.
В 1840-х годах в мастерской К. Края по рисунку И. А. Клюквина с галерейного портрета была сделана литография, опубликованная в книге «Император Александр I и его сподвижники» и впоследствии неоднократно репродуцированная. В части тиража была использована другая литография, отличающаяся незначительными деталями.
Существует живописная копия Клюквина с портрета Тучкова работы Д. Б. Дамона-Ортолани, находящаяся в собрании Государственного исторического музея (холст, масло; 68 × 56 см; середина XIX в.; инвентарный № И I 798). Здесь Тучков изображён в мундире старого образца и с набором наград соответствующим галерейному портрету (за исключением серебряной медали на андреевской ленте). Эта копия обнаруживает значительное сходство с работой Доу. Возможно оригинальный портрет и послужил прототипом для работы Доу. Аналогичная гравированная копия работы А. Г. Ухтомского имеется в собрании Государственного музея А. С. Пушкина на Пречистенке (1820 год; бумага, гравюра резцом; 31,0 × 25,0 см; инвентарный № Э-1725), у Ровинского при описании гравюры сказано «писал Дамон», т. е. Дамон-Орталани, эта же надпись заметна и на самой гравюре.
- Гравюра А. Г. Ухтомского с возможного портрета-прототипа
- Копия И. А. Клюквина с возможного портрета-прототипа